# سنوحي المصري
سنوحى المصري رواية تاريخية من تأليف الروائي الفنلندي ميكا فالتري. نشرت للمرة الأولى باللغة الفنلندية عام 1945.
أول وأشهر وأنجح روايات فالتري، تدور أحداثها في حقبة مدهشة من التاريخ المصري القديم, في عهد الفرعون إخناتون والمشتهر عنه كونه أول حاكم موحد في العالم. بطل الرواية ليس إخناتون بل سنوحي الطبيب الملكي والذي يروي الحكاية من منفاه بعد مقتل إخناتون وانتهاء عهده.
بجانب وقوع حوادث الرواية في مصر، تتبع الرواية رحلات سنوحى في بابليون وكريت، وبين الحيثيين، بجانب ثقافات أخرى محيطة بمصر حينها.
تسمية الشخصية الرئيسية في الرواية بناءً على نص مصري قديم معروف باسم قصة سنوحي, وهي قصة تاريخها يعود لعهود قبل عهد إخناتون وبالتحديد ينتمى لكتابات تمت في عهد الأسرة الثانية عشرة.
بالرغم من توظيف فالتري للخيال لجمعه بين اخناتون وسنوحى في عهد واحد، الا انه كان مهتما جدا بالدقة التاريخية لموضوعه ولوصفه الحياة المصرية القديمة وليصل لهذا المستوى استلزم منه الأمر القيام ببعض البحث التاريخي، وهو الجهد الذي أثنى عليه علماء المصريات بجانب اطراء القراء.
امتد اهتمام والتارى باخناتون وكتب مسرحية عنه عرضت في هلسنكي عام 1938.
الحرب العالمية الثانية كانت الحافز النهائى لاستعراض الموضوع في رواية، مع أن الرواية تصور أحداث وقعت قبل أكثر من 3000 عام، لكن واقع الحال كانت الرواية تعكس مشاعر الاستفاقة والتعب من الحروب وتحمل الرواية رسالة متفائلة من واقع تشابه الطبيعة الإنسانية خلال العصور المختلفة.
هذه الرسالة نالت استجابة واسعة بين جمهور القراء نتيجة للحرب العالمية الثانية وأصبح الكتاب من أفضل الكتب مبيعا في العالم، وتصدر القائمة في الولايات المتحدة عام 1949.و ظلت الرواية أكثر رواية اجنبية بيعت في الولايات المتحدة قبل أن تحل محلها رواية اسم الوردة ل أومبيرتو إكو. وتمت ترجمتها ل أربعين لغة.
وصف الحيثيين كمجتمع عسكري، يعتمد كلية على عزو وإخضاع جيرانها الضعفاء بدا وكأنه على الأقل جزئيا تصوير رمزى ل ألمانيا النازية.
في جزء أخر تصف الرواية جو المليشيات المسلحة التي تجوب شوارع مصر نفسها، هذا الجو يبدو متأثراً بالوضع الذي كان سائدا في السنوات الأخيرة لجمهورية فايمار.

## وصلات خارجية
- سنوحي المصري على موقع الموسوعة البريطانية (الإنجليزية)
- سنوحي المصري على موقع الموسوعة البريطانية (الإنجليزية)

- رابط لفلم مبنى على الرواية